# 三遊亭圓歌 (初代)
初代 三遊亭 圓歌（さんゆうてい えんか、本名：泉 清太郎（いずみ せいたろう）、1876年6月10日 - 1927年10月22日）は、落語家。

## 来歴
- 東京府下谷区同朋町の仕立て屋の家に生まれるが、幼くして実家が火事にあい父が死別。
- 1895年∶近所に住んでいた三遊亭右楽の紹介で初代三遊亭圓右に入門。三遊亭右左喜を名乗る。
- 1897年
  - 師に内緒で上総房州に巡業し破門される。
  - その後詫びを入れ復帰。
  - 二ツ目で三橘となる。
- 1898年
  - 再び上方、九州を巡業。
  - 巡業先で「橋立」の艦長と知り合い従僕することになり日露戦争に従軍した。
- 1906年∶帰国復帰。初代三遊亭小圓右となる。
- 1907年9月∶真打昇進。三遊亭圓歌に改名。京橋金沢亭で披露した。

## 人物
人情噺、芝居噺、古典、古典の改作、新作幅広くこなし「肝つぶし」「鹿政談」「新助市」「品川心中」など多数、新作では「酢豆腐」を「石鹸」の名で改作している。
52歳没。墓所は谷中長久院。戒名は「圓浄清歌信士」。

## 一門弟子
- 3代目三遊亭金馬
- 2代目三遊亭円歌
- 船遊亭扇太郎
- 三遊亭歌輔・歌之輔
- 三遊亭歌子:実子、本名斎藤吉之助。のちに柳亭左楽(5代目)門で左喜松、長唄三味線方に転向して四世勝太郎門で初代杵屋勝吉治→杵屋勝治郎。